# أوبنتو وان
أوبنتو وان (بالإنجليزية:Ubuntu One) هي خدمة حوسبية سحابية تقدمها شركة كانونيكال المحدودة (بالإنجليزية:Canonical Ltd) إلى مستخدمي نظام أوبنتو و من خلال هذه الخدمة يمكن تخزين الملفات والتبادل والتشارك بها بين الحواسيب والهواتف المحمولة .

## المميزات
- يوجد تطبيق لأبونتو وان للموسيقى في أجهزة الآي أو إس .
- مساحة تخزين الحساب الواحد على خدمة أبونتو وان تحتوي على 5 غيغابايت ويمكن الحصول على مساحة تخزين إضافية تصل لحد 20 غيغابايت من خلال الدفع شهرياً ب2.99 دولاراً أمريكياً أو الدفع سنوياً ب29.99 دولاراً أمريكياً .

## وصلات خارجية
- الموقع الرسمي

1. ↑  "What is Ubuntu One?". اطلع عليه بتاريخ 2024-01-09.